# Liste des représentants des États-Unis pour la Caroline du Nord
Depuis le recensement de 2020, la Caroline du Nord dispose de 14 élus à la Chambre des représentants des États-Unis, ce nombre est effectif aux élections de 2022.

## Délégation au119econgrès(2025-2027)
| District     | Nom              | Nom | Début du mandat                               | Parti | Parti        |
| ------------ | ---------------- | --- | --------------------------------------------- | ----- | ------------ |
| 1er district | Donald G. Davis  |     | 3 janvier 2023 (2 ans, 2 mois et 20 jours)    |       | Démocrate    |
| 2e district  | Deborah K. Ross  |     | 3 janvier 2021 (4 ans, 2 mois et 20 jours)    |       | Démocrate    |
| 3e district  | Greg Murphy      |     | 10 septembre 2019 (5 ans, 6 mois et 13 jours) |       | Républicain  |
| 4e district  | Valerie Foushee  |     | 3 janvier 2023 (2 ans, 2 mois et 20 jours)    |       | Démocrate    |
| 5e district  | Virginia Foxx    |     | 3 janvier 2005 (20 ans, 2 mois et 20 jours)   |       | Républicain  |
| 6e district  | Addison McDowell |     | 3 janvier 2025 (2 mois et 20 jours)           |       | Républicain  |
| 7e district  | David Rouzer     |     | 3 janvier 2015 (10 ans, 2 mois et 20 jours)   |       | Républicain  |
| 8e district  | Mark Harris      |     | 3 janvier 2025 (2 mois et 20 jours)           |       | Républicain  |
| 9e district  | Richard Hudson   |     | 3 janvier 2013 (12 ans, 2 mois et 20 jours)   |       | Républicain  |
| 10e district | Pat Harrigan     |     | 3 janvier 2025 (2 mois et 20 jours)           |       | Républicain  |
| 11e district | Chuck Edwards    |     | 3 janvier 2023 (2 ans, 2 mois et 20 jours)    |       | Républicain  |
| 12e district | Alma Adams       |     | 12 novembre 2014 (10 ans, 4 mois et 11 jours) |       | Républicain  |
| 13e district | Brad Knott       |     | 3 janvier 2025 (2 mois et 20 jours)           |       | Républicain] |
| 14e district | Tim Moore        |     | 3 janvier 2025 (2 mois et 20 jours)           |       | Démocrate    |

### Démographie

#### Partis politiques
- trois démocrates
- dix républicains

#### Sexes
- dix hommes (un démocrate démocrates et neuf républicains)
- quatre femmes (trois démocrate et une républicaine)

#### Ethnicités
- onze Blancs (trois démocrates et huit républicains)
- trois Afro-Américains (trois démocrates)

#### Âges
- De 40 à 50 ans : cinq
- De 50 à 60 ans : trois
- Plus de 70 ans : cinq

### Religions
- Catholicisme : trois
- Protestantisme : dix
  - Baptisme : six
  - Christianisme non dénominationnel : un
  - Convention baptiste du Sud : un

## Délégations historiques
| Congrès      | Congrès                      | Représentants                      | Représentants                     | Représentants                | Représentants                          | Représentants                   | Représentants                    | Représentants                 | Représentants                   | Représentants                | Représentants               | Représentants                  | Représentants                     | Représentants                 |
| Congrès      | Congrès                      | 1er                                | 2e                                | 3e                           | 4e                                     | 5e                              | 6e                               | 7e                            | 8e                              | 9e                           | 10e                         | 11e                            | 12e                               | 13e                           |
| ------------ | ---------------------------- | ---------------------------------- | --------------------------------- | ---------------------------- | -------------------------------------- | ------------------------------- | -------------------------------- | ----------------------------- | ------------------------------- | ---------------------------- | --------------------------- | ------------------------------ | --------------------------------- | ----------------------------- |
| 1er congrès  |                              | John Baptista Ashe (Anti-Admin)    | John Steele (Pro-Admin)           | Hugh Williamson (F)          | Timothy Bloodworth (Anti-Admin)        | John Sevier (Pro-Admin)         |                                  |                               |                                 |                              |                             |                                |                                   |                               |
| 2e congrès   |                              | John Baptista Ashe (Anti-Admin)    | John Steele (Pro-Admin)           | Hugh Williamson (F)          | William B. Grove (Pro-Admin)           | Nathaniel Macon (D-R)           |                                  |                               |                                 |                              |                             |                                |                                   |                               |
| 3e congrès   |                              | William J. Dawson (Anti-Admin)     | Matthew Locke (D-R)               | Joseph McDowell (Anti-Admin) | Alexander Mebane (Anti-Admin)          | Nathaniel Macon (D-R)           | James Gillespie (Anti-Admin)     | William B. Grove (Pro-Admin)  | Benjamin Williams (Anti-Admin)  | Thomas Blount (Anti-Admin)   | Joseph Winston (Anti-Admin) |                                |                                   |                               |
| 4e congrès   |                              | Jesse Franklin (D-R)               | Matthew Locke (D-R)               | James Holland (D-R)          | Absalom Tatom (D-R)                    | Nathaniel Macon (D-R)           | James Gillespie (D-R)            | William B. Grove (F)          | Dempsey Burges (D-R)            | Thomas Blount (D-R)          | Nathan Bryan (D-R)          |                                |                                   |                               |
| 4e congrès   | William F. Strudwick (F)     | Jesse Franklin (D-R)               | Matthew Locke (D-R)               | James Holland (D-R)          |                                        | Nathaniel Macon (D-R)           | James Gillespie (D-R)            | William B. Grove (F)          | Dempsey Burges (D-R)            | Thomas Blount (D-R)          | Nathan Bryan (D-R)          |                                |                                   |                               |
| 5e congrès   |                              | Joseph McDowell (D-R)              | Matthew Locke (D-R)               | Robert Williams (D-R)        | Richard Stanford (D-R)                 | Nathaniel Macon (D-R)           | James Gillespie (D-R)            | William B. Grove (F)          | Dempsey Burges (D-R)            | Thomas Blount (D-R)          | Nathan Bryan (D-R)          |                                |                                   |                               |
| 5e congrès   | Richard D. Spaight (D-R)     | Joseph McDowell (D-R)              | Matthew Locke (D-R)               | Robert Williams (D-R)        | Richard Stanford (D-R)                 | Nathaniel Macon (D-R)           | James Gillespie (D-R)            | William B. Grove (F)          | Dempsey Burges (D-R)            | Thomas Blount (D-R)          |                             |                                |                                   |                               |
| 6e congrès   |                              | Joseph Dickson (F)                 | Willis Alston (D-R)               | Robert Williams (D-R)        | Richard Stanford (D-R)                 | Nathaniel Macon (D-R)           | William H. Hill (F)              | William B. Grove (F)          | Archibald Henderson (F)         | David Stone (D-R)            |                             |                                |                                   |                               |
| 7e congrès   |                              | Charles Johnson (D-R)              | Willis Alston (D-R)               | Robert Williams (D-R)        | Richard Stanford (D-R)                 | Nathaniel Macon (D-R)           | William H. Hill (F)              | William B. Grove (F)          | Archibald Henderson (F)         | John Stanly (F)              | James Holland (D-R)         |                                |                                   |                               |
| 7e congrès   |                              | Thomas Wynns (D-R)                 | Willis Alston (D-R)               | Robert Williams (D-R)        | Richard Stanford (D-R)                 | Nathaniel Macon (D-R)           | William H. Hill (F)              | William B. Grove (F)          | Archibald Henderson (F)         | John Stanly (F)              | James Holland (D-R)         | 11e                            | 12e                               |                               |
| 8e congrès   |                              | Thomas Wynns (D-R)                 | Willis Alston (D-R)               | William Kennedy (D-R)        | William Blackledge (D-R)               | James Gillespie (D-R)           | Nathaniel Macon (D-R)            | Samuel D. Purviance (F)       | Richard Stanford (D-R)          | Marmaduke Williams (D-R)     | Nathaniel Alexander (D-R)   | James Holland (D-R)            | Joseph Winston (D-R)              |                               |
| 9e congrès   |                              | Thomas Wynns (D-R)                 | Willis Alston (D-R)               | Thomas Blount (D-R)          | William Blackledge (D-R)               | Thomas Kenan (D-R)              | Nathaniel Macon (D-R)            | Duncan McFarlan (D-R)         | Richard Stanford (D-R)          | Marmaduke Williams (D-R)     | Nathaniel Alexander (D-R)   | James Holland (D-R)            | Joseph Winston (D-R)              |                               |
| 9e congrès   | Evan S. Alexander (D-R)      | Thomas Wynns (D-R)                 | Willis Alston (D-R)               | Thomas Blount (D-R)          | William Blackledge (D-R)               | Thomas Kenan (D-R)              | Nathaniel Macon (D-R)            | Duncan McFarlan (D-R)         | Richard Stanford (D-R)          | Marmaduke Williams (D-R)     |                             | James Holland (D-R)            | Joseph Winston (D-R)              |                               |
| 10e congrès  |                              | Lemuel Sawyer (D-R)                | Willis Alston (D-R)               | Thomas Blount (D-R)          | William Blackledge (D-R)               | Thomas Kenan (D-R)              | Nathaniel Macon (D-R)            | John Culpepper (F)            | Richard Stanford (D-R)          | Marmaduke Williams (D-R)     | Meshack Franklin (D-R)      | James Holland (D-R)            |                                   |                               |
| 11e congrès  |                              | Lemuel Sawyer (D-R)                | Willis Alston (D-R)               | William Kennedy (D-R)        | John Stanly (F)                        | Thomas Kenan (D-R)              | Nathaniel Macon (D-R)            | Archibald McBryde (F)         | Richard Stanford (D-R)          | James Cochran (D-R)          | Meshack Franklin (D-R)      | James Holland (D-R)            | Joseph Pearson (F)                |                               |
| 12e congrès  |                              | Lemuel Sawyer (D-R)                | Willis Alston (D-R)               | Thomas Blount (D-R)          | William Blackledge (D-R)               | William Rufus DeVane King (D-R) | Nathaniel Macon (D-R)            | Archibald McBryde (F)         | Richard Stanford (D-R)          | James Cochran (D-R)          | Meshack Franklin (D-R)      | Israel Pickens (D-R)           | Joseph Pearson (F)                | 13e                           |
| 13e congrès  |                              | William H. Murfree (D-R)           | Willis Alston (D-R)               | William Kennedy (D-R)        | William Gaston (F)                     | William Rufus DeVane King (D-R) | Nathaniel Macon (D-R)            | John Culpepper (F)            | Richard Stanford (D-R)          | Bartlett Yancey (D-R)        | Meshack Franklin (D-R)      | Israel Pickens (D-R)           | Joseph Pearson (F)                | Peter Forney (D-R)            |
| 14e congrès  |                              | William H. Murfree (D-R)           | Joseph Hunter Bryan (D-R)         | James West Clark (D-R)       | William Gaston (F)                     | William Rufus DeVane King (D-R) | Nathaniel Macon (D-R)            | John Culpepper (F)            | Richard Stanford (D-R)          | Bartlett Yancey (D-R)        | William Carter Love (D-R)   | Israel Pickens (D-R)           | Daniel Munroe Forney (D-R)        | Lewis Williams (D-R)          |
| 14e congrès  |                              | William H. Murfree (D-R)           | Joseph Hunter Bryan (D-R)         | James West Clark (D-R)       | William Gaston (F)                     | Charles Hooks (D-R)             | Weldon N. Edwards (D-R)          | John Culpepper (F)            | Samuel Dickens (D-R)            | Bartlett Yancey (D-R)        | William Carter Love (D-R)   | Israel Pickens (D-R)           | Daniel Munroe Forney (D-R)        | Lewis Williams (D-R)          |
| 15e congrès  |                              | Lemuel Sawyer (D-R)                | Joseph Hunter Bryan (D-R)         | Thomas H. Hall (D-R)         | Jesse Slocumb (F)                      | James Owen (D-R)                | Weldon N. Edwards (D-R)          | Alexander McMillan            | James Strudwick Smith (D-R)     | Thomas Settle (D-R)          | George Mumford (D-R)        | Felix Walker (D-R)             | Daniel Munroe Forney (D-R)        | Lewis Williams (D-R)          |
| 15e congrès  | James Stewart (F)            | Lemuel Sawyer (D-R)                | Joseph Hunter Bryan (D-R)         | Thomas H. Hall (D-R)         | Jesse Slocumb (F)                      | James Owen (D-R)                | Weldon N. Edwards (D-R)          |                               | James Strudwick Smith (D-R)     | Thomas Settle (D-R)          | George Mumford (D-R)        | Felix Walker (D-R)             | Daniel Munroe Forney (D-R)        | Lewis Williams (D-R)          |
| 16e congrès  |                              | Lemuel Sawyer (D-R)                | Hutchins G. Burton (D-R)          | Thomas H. Hall (D-R)         | Jesse Slocumb (F)                      | Charles Hooks (D-R)             | Weldon N. Edwards (D-R)          | John Culpepper (F)            | James Strudwick Smith (D-R)     | Thomas Settle (D-R)          | Charles Fisher (D-R)        | Felix Walker (D-R)             | William Davidson (F)              | Lewis Williams (D-R)          |
| 17e congrès  |                              | Lemuel Sawyer (D-R)                | Hutchins G. Burton (D-R)          | Thomas H. Hall (D-R)         | William S. Blackledge (D-R)            | Charles Hooks (D-R)             | Weldon N. Edwards (D-R)          | Archibald McNeill             | Josiah Crudup (D-R)             | Romulus M. Saunders (D-R)    | John Long (D-R)             | Felix Walker (D-R)             | Henry William Connor (D-R)        | Lewis Williams (D-R)          |
| 18e congrès  |                              | Alfred Moore Gatlin (Crawford D-R) | Hutchins G. Burton (Crawford D-R) | Charles Hooks (Crawford D-R) | Richard D. Spaight, Jr. (Crawford D-R) | Thomas H. Hall (Crawford D-R)   | Weldon N. Edwards (Crawford D-R) | John Culpepper (Adams-Clay F) | Willie P. Mangum (Crawford D-R) | Romulus M. Saunders (D-R)    | John Long (D-R)             | Henry William Connor (J)       | Robert Brank Vance (Crawford D-R) | Lewis Williams (Crawford D-R) |
| 18e congrès  | George Outlaw (Crawford D-R) | Alfred Moore Gatlin (Crawford D-R) |                                   | Charles Hooks (Crawford D-R) | Richard D. Spaight, Jr. (Crawford D-R) | Thomas H. Hall (Crawford D-R)   | Weldon N. Edwards (Crawford D-R) | John Culpepper (Adams-Clay F) | Willie P. Mangum (Crawford D-R) | Romulus M. Saunders (D-R)    | John Long (D-R)             | Henry William Connor (J)       | Robert Brank Vance (Crawford D-R) | Lewis Williams (Crawford D-R) |
| 19e congrès  |                              | Lemuel Sawyer (J)                  | Willis Alston (J)                 | Richard Hines (J)            | John Heritage Bryan (J)                | Gabriel Holmes (J)              | Weldon N. Edwards (J)            | Archibald McNeill (J)         | Willie P. Mangum (Crawford D-R) | Romulus M. Saunders (D-R)    | John Long (D-R)             | Henry William Connor (J)       | Samuel Price Carson (J)           | Lewis Williams (Adams)        |
| 19e congrès  | Daniel L. Barringer (J)      | Lemuel Sawyer (J)                  | Willis Alston (J)                 | Richard Hines (J)            | John Heritage Bryan (J)                | Gabriel Holmes (J)              | Weldon N. Edwards (J)            | Archibald McNeill (J)         |                                 | Romulus M. Saunders (D-R)    | John Long (D-R)             | Henry William Connor (J)       | Samuel Price Carson (J)           | Lewis Williams (Adams)        |
| 20e congrès  |                              | Lemuel Sawyer (J)                  | Willis Alston (J)                 | Thomas H. Hall (J)           | John Heritage Bryan (Adams)            | Gabriel Holmes (J)              | Daniel Turner (J)                | John Culpepper (Adams)        | Augustine Henry Shepperd (W)    |                              | John Long (D-R)             | Henry William Connor (J)       | Samuel Price Carson (J)           | Lewis Williams (Adams)        |
| 21e congrès  |                              | William Biddle Shepard (W)         | Willis Alston (J)                 | Thomas H. Hall (J)           | Jesse Speight (J)                      | Edward B. Dudley (J)            | Robert Potter (J)                | Edmund Deberry (Anti-J)       | Augustine Henry Shepperd (W)    | Abraham Rencher (J)          | Lewis Williams (Anti-J)     | Henry William Connor (J)       | Samuel Price Carson (J)           |                               |
| 22e congrès  |                              | William Biddle Shepard (W)         | John Branch (D)                   | Thomas H. Hall (J)           | Jesse Speight (J)                      | James Iver McKay (J)            | Micajah T. Hawkins (J)           | Lauchlin Bethune (J)          | Augustine Henry Shepperd (W)    | Abraham Rencher (J)          | Lewis Williams (Anti-J)     | Henry William Connor (J)       | Samuel Price Carson (J)           |                               |
| 23e congrès  |                              | William Biddle Shepard (W)         | Jesse Atherton Bynum (J)          | Thomas H. Hall (J)           | Jesse Speight (J)                      | James Iver McKay (J)            | Micajah T. Hawkins (J)           | Edmund Deberry (Anti-J)       | Augustine Henry Shepperd (W)    | Daniel L. Barringer (Anti-J) | Lewis Williams (Anti-J)     | Henry William Connor (J)       | Abraham Rencher (Anti-J)          | James Graham (Anti-J)         |
| 24e congrès  |                              | William Biddle Shepard (W)         | Jesse Atherton Bynum (J)          | Ebenezer Pettigrew (W)       | Jesse Speight (J)                      | James Iver McKay (J)            | Micajah T. Hawkins (J)           | Edmund Deberry (Anti-J)       | Augustine Henry Shepperd (W)    | William Montgomery (J)       | Lewis Williams (Anti-J)     | Henry William Connor (J)       | Abraham Rencher (Anti-J)          | James Graham (Anti-J)         |
| 25e congrès  |                              | Samuel Tredwell Sawyer (W)         | Jesse Atherton Bynum (D)          | Edward Stanly (W)            | Charles Biddle Shepard (W)             | James Iver McKay (D)            | Micajah T. Hawkins (D)           | Edmund Deberry (W)            | Augustine Henry Shepperd (W)    | William Montgomery (D)       | Abraham Rencher (W)         | Henry William Connor (D)       | James Graham (W)                  | Lewis Williams (W)            |
| 26e congrès  |                              | Kenneth Rayner (W)                 | Jesse Atherton Bynum (D)          | Edward Stanly (W)            | Charles Biddle Shepard (D)             | James Iver McKay (D)            | Micajah T. Hawkins (D)           | Edmund Deberry (W)            | John Hill (D)                   | William Montgomery (D)       | Charles Fisher (D)          | Henry William Connor (D)       | James Graham (W)                  | Lewis Williams (W)            |
| 27e congrès  |                              | Kenneth Rayner (W)                 | John Reeves Jones Daniel (D)      | Edward Stanly (W)            | William H. Washington (W)              | James Iver McKay (D)            | Archibald H. Arrington (D)       | Edmund Deberry (W)            | Romulus M. Saunders (D)         | Augustine Henry Shepperd (W) | Abraham Rencher (W)         | Greene Washington Caldwell (D) | James Graham (W)                  | Lewis Williams (W)            |
| 27e congrès  | Anderson Mitchell (W)        | Kenneth Rayner (W)                 | John Reeves Jones Daniel (D)      | Edward Stanly (W)            | William H. Washington (W)              | James Iver McKay (D)            | Archibald H. Arrington (D)       | Edmund Deberry (W)            | Romulus M. Saunders (D)         | Augustine Henry Shepperd (W) | Abraham Rencher (W)         | Greene Washington Caldwell (D) | James Graham (W)                  |                               |
| 28e congrès  |                              | Thomas L. Clingman (D)             | Daniel M. Barringer (W)           | David S. Reid (D)            | Edmund Deberry (W)                     | Romulus M. Saunders (D)         | James Iver McKay (D)             | John Reeves Jones Daniel (D)  | Archibald H. Arrington (D)      | Kenneth Rayner (W)           |                             |                                |                                   |                               |
| 29e congrès  |                              | James Graham (W)                   | Daniel M. Barringer (W)           | David S. Reid (D)            | Alfred Dockery (W)                     | James C. Dobbin (D)             | James Iver McKay (D)             | John Reeves Jones Daniel (D)  | Henry Selby Clark (D)           | Asa Biggs (D)                |                             |                                |                                   |                               |
| 30e congrès  |                              | Thomas L. Clingman (D)             | Nathaniel Boyden (W)              | Daniel M. Barringer (W)      | Augustine Henry Shepperd (W)           | Abraham W. Venable (D)          | John Reeves Jones Daniel (D)     | James Iver McKay (D)          | Richard Spaight Donnell (W)     | David Outlaw (W)             |                             |                                |                                   |                               |
| 31e congrès  |                              | Thomas L. Clingman (D)             | Joseph Pearson Caldwell (W)       | Edmund Deberry (W)           | Augustine Henry Shepperd (W)           | Abraham W. Venable (D)          | John Reeves Jones Daniel (D)     | William S. Ashe (D)           | Edward Stanly (W)               | David Outlaw (W)             |                             |                                |                                   |                               |
| 32e congrès  |                              | Thomas L. Clingman (D)             | Joseph Pearson Caldwell (W)       | Alfred Dockery (W)           | James Turner Morehead (W)              | Abraham W. Venable (D)          | John Reeves Jones Daniel (D)     | William S. Ashe (D)           | Edward Stanly (W)               | David Outlaw (W)             |                             |                                |                                   |                               |
| 33e congrès  |                              | Henry Marchmore Shaw (D)           | Thomas Hart Ruffin (D)            | William S. Ashe (D)          | Sion H. Rogers (W)                     | John Kerr, Jr. (W)              | Richard C. Puryear (W)           | Francis Burton Craige (D)     | Thomas L. Clingman (D)          |                              |                             |                                |                                   |                               |
| 34e congrès  |                              | Robert T. Paine (K-N)              | Thomas Hart Ruffin (D)            | Warren Winslow (D)           | Lawrence O. Branch (D)                 | Edwin G. Reade (K-N)            | Richard C. Puryear (K-N)         | Francis Burton Craige (D)     | Thomas L. Clingman (D)          |                              |                             |                                |                                   |                               |
| 35e congrès  |                              | Henry Marchmore Shaw (D)           | Thomas Hart Ruffin (D)            | Warren Winslow (D)           | Lawrence O. Branch (D)                 | John Adams Gilmer (K-N)         | Alfred M. Scales (D)             | Francis Burton Craige (D)     | Thomas L. Clingman (D)          |                              |                             |                                |                                   |                               |
| 35e congrès  | Zebulon B. Vance (D)         | Henry Marchmore Shaw (D)           | Thomas Hart Ruffin (D)            | Warren Winslow (D)           | Lawrence O. Branch (D)                 | John Adams Gilmer (K-N)         | Alfred M. Scales (D)             | Francis Burton Craige (D)     |                                 |                              |                             |                                |                                   |                               |
| 36e congrès  |                              | William Nathan Harrell Smith (O)   | Thomas Hart Ruffin (D)            | Warren Winslow (D)           | Lawrence O. Branch (D)                 | John Adams Gilmer (O)           | James Madison Leach (O)          | Francis Burton Craige (D)     |                                 |                              |                             |                                |                                   |                               |
| 37e congrès  |                              | Guerre de Sécession                | Guerre de Sécession               | Guerre de Sécession          | Guerre de Sécession                    | Guerre de Sécession             | Guerre de Sécession              | Guerre de Sécession           | Guerre de Sécession             | Guerre de Sécession          | Guerre de Sécession         | Guerre de Sécession            | Guerre de Sécession               | Guerre de Sécession           |
| 38e congrès  |                              | Guerre de Sécession                | Guerre de Sécession               | Guerre de Sécession          | Guerre de Sécession                    | Guerre de Sécession             | Guerre de Sécession              | Guerre de Sécession           | Guerre de Sécession             | Guerre de Sécession          | Guerre de Sécession         | Guerre de Sécession            | Guerre de Sécession               | Guerre de Sécession           |
| 39e congrès  |                              | Guerre de Sécession                | Guerre de Sécession               | Guerre de Sécession          | Guerre de Sécession                    | Guerre de Sécession             | Guerre de Sécession              | Guerre de Sécession           | Guerre de Sécession             | Guerre de Sécession          | Guerre de Sécession         | Guerre de Sécession            | Guerre de Sécession               | Guerre de Sécession           |
| 40e congrès  |                              | Guerre de Sécession                | Guerre de Sécession               | Guerre de Sécession          | Guerre de Sécession                    | Guerre de Sécession             | Guerre de Sécession              | Guerre de Sécession           | Guerre de Sécession             | Guerre de Sécession          | Guerre de Sécession         | Guerre de Sécession            | Guerre de Sécession               | Guerre de Sécession           |
|              | Clinton L. Cobb (R)          | David Heaton (R)                   | Oliver H. Dockery (R)             | John T. Deweese (R)          | Israel G. Lash (R)                     | Nathaniel Boyden (Conservative) | Alexander H. Jones (R)           |                               |                                 |                              |                             |                                |                                   |                               |
| 41e congrès  | Clinton L. Cobb (R)          |                                    | Oliver H. Dockery (R)             | John T. Deweese (R)          | Israel G. Lash (R)                     | Joseph Dixon (R)                | Alexander H. Jones (R)           | Francis E. Shober (D)         |                                 |                              |                             |                                |                                   |                               |
| 42e congrès  | Clinton L. Cobb (R)          |                                    | Charles R. Thomas (R)             | Alfred M. Waddell (D)        | Sion H. Rogers (D)                     | James Madison Leach (D)         | James C. Harper (D)              | Francis E. Shober (D)         | 8e                              |                              |                             |                                |                                   |                               |
| 43e congrès  | Clinton L. Cobb (R)          |                                    | Charles R. Thomas (R)             | Alfred M. Waddell (D)        | William A. Smith (R)                   | James Madison Leach (D)         | Thomas S. Ashe (D)               | William M. Robbins (D)        | Robert B. Vance (D)             |                              |                             |                                |                                   |                               |
| 44e congrès  |                              | Jesse J. Yeates (D)                | John A. Hyman (R)                 | Alfred M. Waddell (D)        | Joseph J. Davis (D)                    | Alfred M. Scales (D)            | Thomas S. Ashe (D)               | William M. Robbins (D)        | Robert B. Vance (D)             |                              |                             |                                |                                   |                               |
| 45e congrès  |                              | Jesse J. Yeates (D)                | Curtis H. Brogden (R)             | Alfred M. Waddell (D)        | Joseph J. Davis (D)                    | Alfred M. Scales (D)            | Thomas S. Ashe (D)               | William M. Robbins (D)        | Robert B. Vance (D)             |                              |                             |                                |                                   |                               |
| 46e congrès  |                              | Joseph J. Martin (R)               | William H. Kitchin (D)            | D.L. Russell (GB)            | Joseph J. Davis (D)                    | Alfred M. Scales (D)            | Walter L. Steele (D)             | Robert F. Armfield (D)        | Robert B. Vance (D)             |                              |                             |                                |                                   |                               |
| 47e congrès  |                              | Louis C. Latham (D)                | Orlando Hubbs (R)                 | John W. Shackelford (D)      | William Ruffin Cox (D)                 | Alfred M. Scales (D)            | Clement Dowd (D)                 | Robert F. Armfield (D)        | Robert B. Vance (D)             | At-large                     |                             |                                |                                   |                               |
| 48e congrès  |                              | Walter F. Pool (R)                 | James E. O'Hara (R)               | Wharton J. Green (D)         | William Ruffin Cox (D)                 | Alfred M. Scales (D)            | Clement Dowd (D)                 | Tyre York (Ind D)             | Robert B. Vance (D)             | Risden T. Bennett (D)        |                             |                                |                                   |                               |
| 48e congrès  |                              | Thomas G. Skinner (D)              | James E. O'Hara (R)               | Wharton J. Green (D)         | William Ruffin Cox (D)                 | James W. Reid (D)               | Clement Dowd (D)                 | Tyre York (Ind D)             | Robert B. Vance (D)             | Risden T. Bennett (D)        |                             |                                |                                   |                               |
|              |                              | Thomas G. Skinner (D)              | James E. O'Hara (R)               | Wharton J. Green (D)         | William Ruffin Cox (D)                 | James W. Reid (D)               | 6e                               | 7e                            | 8e                              | 9e                           |                             |                                |                                   |                               |
| 49e congrès  |                              | Thomas G. Skinner (D)              | James E. O'Hara (R)               | Wharton J. Green (D)         | William Ruffin Cox (D)                 | James W. Reid (D)               | Risden T. Bennett (D)            | John S. Henderson (D)         | William H.H. Cowles (D)         | Thomas D. Johnston (D)       |                             |                                |                                   |                               |
| 50e congrès  |                              | Thomas G. Skinner (D)              | Furnifold M. Simmons (D)          | Charles W. McClammy (D)      | William Ruffin Cox (D)                 | John M. Brower (R)              | Alfred Rowland (D)               | John S. Henderson (D)         | William H.H. Cowles (D)         | Thomas D. Johnston (D)       |                             |                                |                                   |                               |
| 51e congrès  |                              | Thomas G. Skinner (D)              | Henry P. Cheatham (R)             | Charles W. McClammy (D)      | Benjamin H. Bunn (D)                   | John M. Brower (R)              | Alfred Rowland (D)               | John S. Henderson (D)         | William H.H. Cowles (D)         | Hamilton G. Ewart (R)        |                             |                                |                                   |                               |
| 52e congrès  |                              | William A.B. Branch (D)            | Henry P. Cheatham (R)             | Benjamin F. Grady (D)        | Benjamin H. Bunn (D)                   | Archibald H.A. Williams (D)     | Sydenham B. Alexander (D)        | John S. Henderson (D)         | William H.H. Cowles (D)         | William T. Crawford (D)      |                             |                                |                                   |                               |
| 53e congrès  |                              | William A.B. Branch (D)            | Frederick Augustus Woodard (D)    | Benjamin F. Grady (D)        | Benjamin H. Bunn (D)                   | Thomas Settle (R)               | Sydenham B. Alexander (D)        | Alonzo C. Shuford (Pop)       | William H. Bower (D)            | William T. Crawford (D)      |                             |                                |                                   |                               |
| 54e congrès  |                              | Harry Skinner (Pop)                | Frederick Augustus Woodard (D)    | John G. Shaw (D)             | William F. Strowd (Pop)                | Thomas Settle (R)               | James A. Lockhart (D)            | Alonzo C. Shuford (Pop)       | Romulus Z. Linney (R)           | Richmond Pearson (R)         |                             |                                |                                   |                               |
| 54e congrès  | Charles Martin (Pop)         | Harry Skinner (Pop)                | Frederick Augustus Woodard (D)    | John G. Shaw (D)             | William F. Strowd (Pop)                | Thomas Settle (R)               |                                  | Alonzo C. Shuford (Pop)       | Romulus Z. Linney (R)           | Richmond Pearson (R)         |                             |                                |                                   |                               |
| 55e congrès  |                              | Harry Skinner (Pop)                | George H. White (R)               | John E. Fowler (Pop)         | William F. Strowd (Pop)                | William W. Kitchin (D)          |                                  | Alonzo C. Shuford (Pop)       | Romulus Z. Linney (R)           | Richmond Pearson (R)         |                             |                                |                                   |                               |
| 56e congrès  |                              | John Humphrey Small (D)            | George H. White (R)               | Charles R. Thomas (D)        | John W. Atwater (Pop)                  | William W. Kitchin (D)          | John D. Bellamy (D)              | Theodore F. Kluttz (D)        | Romulus Z. Linney (R)           | Richmond Pearson (R)         |                             |                                |                                   |                               |
| 57e congrès  |                              | John Humphrey Small (D)            | Claude Kitchin (D)                | Charles R. Thomas (D)        | Edward W. Pou (D)                      | William W. Kitchin (D)          | John D. Bellamy (D)              | Theodore F. Kluttz (D)        | E. Spencer Blackburn (R)        | James M. Moody (R)           | 10e                         |                                |                                   |                               |
| 58e congrès  |                              | John Humphrey Small (D)            | Claude Kitchin (D)                | Charles R. Thomas (D)        | Edward W. Pou (D)                      | William W. Kitchin (D)          | Gilbert B. Patterson (D)         | Robert N. Page (D)            | Theodore F. Kluttz (D)          | Edwin Y. Webb (D)            | James M. Gudger, Jr. (D)    |                                |                                   |                               |
| 59e congrès  |                              | John Humphrey Small (D)            | Claude Kitchin (D)                | Charles R. Thomas (D)        | Edward W. Pou (D)                      | William W. Kitchin (D)          | Gilbert B. Patterson (D)         | Robert N. Page (D)            | E. Spencer Blackburn (R)        | Edwin Y. Webb (D)            | James M. Gudger, Jr. (D)    |                                |                                   |                               |
| 60e congrès  |                              | John Humphrey Small (D)            | Claude Kitchin (D)                | Charles R. Thomas (D)        | Edward W. Pou (D)                      | William W. Kitchin (D)          | Hannibal L. Godwin (D)           | Robert N. Page (D)            | Richard N. Hackett (D)          | Edwin Y. Webb (D)            | William T. Crawford (D)     |                                |                                   |                               |
| 61e congrès  |                              | John Humphrey Small (D)            | Claude Kitchin (D)                | Charles R. Thomas (D)        | Edward W. Pou (D)                      | John M. Morehead (R)            | Hannibal L. Godwin (D)           | Robert N. Page (D)            | Charles H. Cowles (R)           | Edwin Y. Webb (D)            | John G. Grant (R)           |                                |                                   |                               |
| 62e congrès  |                              | John Humphrey Small (D)            | Claude Kitchin (D)                | John M. Faison (D)           | Edward W. Pou (D)                      | Charles M. Stedman (D)          | Hannibal L. Godwin (D)           | Robert N. Page (D)            | Robert L. Doughton (D)          | Edwin Y. Webb (D)            | James M. Gudger, Jr. (D)    |                                |                                   |                               |
| 63e congrès  |                              | John Humphrey Small (D)            | Claude Kitchin (D)                | John M. Faison (D)           | Edward W. Pou (D)                      | Charles M. Stedman (D)          | Hannibal L. Godwin (D)           | Robert N. Page (D)            | Robert L. Doughton (D)          | Edwin Y. Webb (D)            | James M. Gudger, Jr. (D)    |                                |                                   |                               |
| 64e congrès  |                              | John Humphrey Small (D)            | Claude Kitchin (D)                | George E. Hood (D)           | Edward W. Pou (D)                      | Charles M. Stedman (D)          | Hannibal L. Godwin (D)           | Robert N. Page (D)            | Robert L. Doughton (D)          | Edwin Y. Webb (D)            | James Jefferson Britt (R)   |                                |                                   |                               |
| 65e congrès  |                              | John Humphrey Small (D)            | Claude Kitchin (D)                | George E. Hood (D)           | Edward W. Pou (D)                      | Charles M. Stedman (D)          | Hannibal L. Godwin (D)           | Leonidas D. Robinson (D)      | Robert L. Doughton (D)          | Edwin Y. Webb (D)            | Zebulon Weaver (D)          |                                |                                   |                               |
| 65e congrès  | James Jefferson Britt (R)    | John Humphrey Small (D)            | Claude Kitchin (D)                | George E. Hood (D)           | Edward W. Pou (D)                      | Charles M. Stedman (D)          | Hannibal L. Godwin (D)           | Leonidas D. Robinson (D)      | Robert L. Doughton (D)          | Edwin Y. Webb (D)            |                             |                                |                                   |                               |
| 66e congrès  |                              | John Humphrey Small (D)            | Claude Kitchin (D)                | Samuel M. Brinson (D)        | Edward W. Pou (D)                      | Charles M. Stedman (D)          | Hannibal L. Godwin (D)           | Leonidas D. Robinson (D)      | Robert L. Doughton (D)          | Clyde R. Hoey (D)            | Zebulon Weaver (D)          |                                |                                   |                               |
| 67e congrès  |                              | Hallet S. Ward (D)                 | Claude Kitchin (D)                | Samuel M. Brinson (D)        | Edward W. Pou (D)                      | Charles M. Stedman (D)          | Homer L. Lyon (D)                | William C. Hammer (D)         | Robert L. Doughton (D)          | Alfred L. Bulwinkle (D)      | Zebulon Weaver (D)          |                                |                                   |                               |
| 67e congrès  | Charles L. Abernethy (D)     | Hallet S. Ward (D)                 | Claude Kitchin (D)                |                              | Edward W. Pou (D)                      | Charles M. Stedman (D)          | Homer L. Lyon (D)                | William C. Hammer (D)         | Robert L. Doughton (D)          | Alfred L. Bulwinkle (D)      | Zebulon Weaver (D)          |                                |                                   |                               |
| 68e congrès  |                              | Hallet S. Ward (D)                 | John H. Kerr (D)                  |                              | Edward W. Pou (D)                      | Charles M. Stedman (D)          | Homer L. Lyon (D)                | William C. Hammer (D)         | Robert L. Doughton (D)          | Alfred L. Bulwinkle (D)      | Zebulon Weaver (D)          |                                |                                   |                               |
| 69e congrès  |                              | Lindsay C. Warren (D)              | John H. Kerr (D)                  |                              | Edward W. Pou (D)                      | Charles M. Stedman (D)          | Homer L. Lyon (D)                | William C. Hammer (D)         | Robert L. Doughton (D)          | Alfred L. Bulwinkle (D)      | Zebulon Weaver (D)          |                                |                                   |                               |
| 70e congrès  |                              | Lindsay C. Warren (D)              | John H. Kerr (D)                  |                              | Edward W. Pou (D)                      | Charles M. Stedman (D)          | Homer L. Lyon (D)                | William C. Hammer (D)         | Robert L. Doughton (D)          | Alfred L. Bulwinkle (D)      | Zebulon Weaver (D)          |                                |                                   |                               |
| 71e congrès  |                              | Lindsay C. Warren (D)              | John H. Kerr (D)                  | J. Bayard Clark (D)          | Edward W. Pou (D)                      | Charles M. Stedman (D)          | Charles A. Jonas (R)             | William C. Hammer (D)         | Robert L. Doughton (D)          | George M. Pritchard (R)      |                             |                                |                                   |                               |
| 71e congrès  |                              | Lindsay C. Warren (D)              | John H. Kerr (D)                  | J. Bayard Clark (D)          | Edward W. Pou (D)                      | Frank Hancock, Jr. (D)          | Charles A. Jonas (R)             | Hinton James (D)              | Robert L. Doughton (D)          | George M. Pritchard (R)      |                             |                                |                                   |                               |
| 72e congrès  |                              | Lindsay C. Warren (D)              | John H. Kerr (D)                  | J. Bayard Clark (D)          | Edward W. Pou (D)                      | Frank Hancock, Jr. (D)          | J. Walter Lambeth (D)            | Alfred L. Bulwinkle (D)       | Robert L. Doughton (D)          | Zebulon Weaver (D)           | 11e                         |                                |                                   |                               |
| 73e congrès  |                              | Lindsay C. Warren (D)              | John H. Kerr (D)                  | William B. Umstead (D)       | Edward W. Pou (D)                      | Frank Hancock, Jr. (D)          | J. Bayard Clark (D)              | J. Walter Lambeth (D)         | Robert L. Doughton (D)          | Alfred L. Bulwinkle (D)      | Zebulon Weaver (D)          |                                |                                   |                               |
| 73e congrès  | Harold D. Cooley (D)         | Lindsay C. Warren (D)              | John H. Kerr (D)                  | William B. Umstead (D)       |                                        | Frank Hancock, Jr. (D)          | J. Bayard Clark (D)              | J. Walter Lambeth (D)         | Robert L. Doughton (D)          | Alfred L. Bulwinkle (D)      | Zebulon Weaver (D)          |                                |                                   |                               |
| 74e congrès  |                              | Lindsay C. Warren (D)              | John H. Kerr (D)                  | William B. Umstead (D)       | Graham A. Barden (D)                   | Frank Hancock, Jr. (D)          | J. Bayard Clark (D)              | J. Walter Lambeth (D)         | Robert L. Doughton (D)          | Alfred L. Bulwinkle (D)      | Zebulon Weaver (D)          |                                |                                   |                               |
| 75e congrès  |                              | Lindsay C. Warren (D)              | John H. Kerr (D)                  | William B. Umstead (D)       | Graham A. Barden (D)                   | Frank Hancock, Jr. (D)          | J. Bayard Clark (D)              | J. Walter Lambeth (D)         | Robert L. Doughton (D)          | Alfred L. Bulwinkle (D)      | Zebulon Weaver (D)          |                                |                                   |                               |
| 76e congrès  |                              | Lindsay C. Warren (D)              | John H. Kerr (D)                  | Alonzo D. Folger (D)         | Graham A. Barden (D)                   | Carl T. Durham (D)              | J. Bayard Clark (D)              | William O. Burgin (D)         | Robert L. Doughton (D)          | Alfred L. Bulwinkle (D)      | Zebulon Weaver (D)          |                                |                                   |                               |
| 76e congrès  | Herbert C. Bonner (D)        |                                    | John H. Kerr (D)                  | Alonzo D. Folger (D)         | Graham A. Barden (D)                   | Carl T. Durham (D)              | J. Bayard Clark (D)              | William O. Burgin (D)         | Robert L. Doughton (D)          | Alfred L. Bulwinkle (D)      | Zebulon Weaver (D)          |                                |                                   |                               |
| 77e congrès  |                              | John H. Folger (D)                 | John H. Kerr (D)                  | 12e                          | Graham A. Barden (D)                   | Carl T. Durham (D)              | J. Bayard Clark (D)              | William O. Burgin (D)         | Robert L. Doughton (D)          | Alfred L. Bulwinkle (D)      | Zebulon Weaver (D)          |                                |                                   |                               |
| 78e congrès  |                              | John H. Folger (D)                 | John H. Kerr (D)                  | Cameron Morrison (D)         | Graham A. Barden (D)                   | Carl T. Durham (D)              | J. Bayard Clark (D)              | William O. Burgin (D)         | Robert L. Doughton (D)          | Alfred L. Bulwinkle (D)      | Zebulon Weaver (D)          |                                |                                   |                               |
| 79e congrès  |                              | John H. Folger (D)                 | John H. Kerr (D)                  | Joseph Wilson Ervin (D)      | Graham A. Barden (D)                   | Carl T. Durham (D)              | J. Bayard Clark (D)              | William O. Burgin (D)         | Robert L. Doughton (D)          | Alfred L. Bulwinkle (D)      | Zebulon Weaver (D)          |                                |                                   |                               |
| 79e congrès  |                              | John H. Folger (D)                 | John H. Kerr (D)                  | Eliza Jane Pratt (D)         | Graham A. Barden (D)                   | Carl T. Durham (D)              | J. Bayard Clark (D)              | Sam J. Ervin, Jr. (D)         | Robert L. Doughton (D)          | Alfred L. Bulwinkle (D)      | Zebulon Weaver (D)          |                                |                                   |                               |
| 80e congrès  |                              | John H. Folger (D)                 | John H. Kerr (D)                  | Charles B. Deane (D)         | Graham A. Barden (D)                   | Carl T. Durham (D)              | J. Bayard Clark (D)              | Hamilton C. Jones (D)         | Robert L. Doughton (D)          | Alfred L. Bulwinkle (D)      | Monroe M. Redden (D)        |                                |                                   |                               |
| 81e congrès  |                              | Richard T. Chatham (D)             | John H. Kerr (D)                  | Charles B. Deane (D)         | Graham A. Barden (D)                   | Carl T. Durham (D)              | F. Ertel Carlyle (D)             | Hamilton C. Jones (D)         | Robert L. Doughton (D)          | Alfred L. Bulwinkle (D)      | Monroe M. Redden (D)        |                                |                                   |                               |
| 81e congrès  | Woodrow W. Jones (D)         | Richard T. Chatham (D)             | John H. Kerr (D)                  | Charles B. Deane (D)         | Graham A. Barden (D)                   | Carl T. Durham (D)              | F. Ertel Carlyle (D)             | Hamilton C. Jones (D)         | Robert L. Doughton (D)          |                              | Monroe M. Redden (D)        |                                |                                   |                               |
| 82e congrès  |                              | Richard T. Chatham (D)             | John H. Kerr (D)                  | Charles B. Deane (D)         | Graham A. Barden (D)                   | Carl T. Durham (D)              | F. Ertel Carlyle (D)             | Hamilton C. Jones (D)         | Robert L. Doughton (D)          |                              | Monroe M. Redden (D)        |                                |                                   |                               |
| 83e congrès  |                              | Richard T. Chatham (D)             | Lawrence H. Fountain (D)          | Charles B. Deane (D)         | Graham A. Barden (D)                   | Carl T. Durham (D)              | F. Ertel Carlyle (D)             | Hugh Quincy Alexander (D)     | Charles R. Jonas (R)            | George A. Shuford (D)        |                             |                                |                                   |                               |
| 84e congrès  |                              | Richard T. Chatham (D)             | Lawrence H. Fountain (D)          | Charles B. Deane (D)         | Graham A. Barden (D)                   | Carl T. Durham (D)              | F. Ertel Carlyle (D)             | Hugh Quincy Alexander (D)     | Charles R. Jonas (R)            | George A. Shuford (D)        |                             |                                |                                   |                               |
| 85e congrès  |                              | Ralph James Scott (D)              | Lawrence H. Fountain (D)          | Alton Asa Lennon (D)         | Graham A. Barden (D)                   | Carl T. Durham (D)              | A. Paul Kitchin (D)              | Hugh Quincy Alexander (D)     | Charles R. Jonas (R)            | George A. Shuford (D)        | Basil Whitener (D)          |                                |                                   |                               |
| 86e congrès  |                              | Ralph James Scott (D)              | Lawrence H. Fountain (D)          | Alton Asa Lennon (D)         | Graham A. Barden (D)                   | Carl T. Durham (D)              | A. Paul Kitchin (D)              | Hugh Quincy Alexander (D)     | Charles R. Jonas (R)            | David McKee Hall (D)         | Basil Whitener (D)          |                                |                                   |                               |
| 87e congrès  |                              | Ralph James Scott (D)              | Lawrence H. Fountain (D)          | Alton Asa Lennon (D)         | David N. Henderson (D)                 | Horace R. Kornegay (D)          | A. Paul Kitchin (D)              | Hugh Quincy Alexander (D)     | Charles R. Jonas (R)            | Roy A. Taylor (D)            | Basil Whitener (D)          |                                |                                   |                               |
| 88e congrès  |                              | Ralph James Scott (D)              | Lawrence H. Fountain (D)          | Alton Asa Lennon (D)         | David N. Henderson (D)                 | Horace R. Kornegay (D)          | Charles R. Jonas (R)             | James T. Broyhill (R)         | Basil Whitener (D)              | Roy A. Taylor (D)            |                             |                                |                                   |                               |
| 89e congrès  |                              | Ralph James Scott (D)              | Lawrence H. Fountain (D)          | Alton Asa Lennon (D)         | David N. Henderson (D)                 | Horace R. Kornegay (D)          | Charles R. Jonas (R)             | James T. Broyhill (R)         | Basil Whitener (D)              | Roy A. Taylor (D)            | Walter B. Jones, Sr. (D)    |                                |                                   |                               |
| 90e congrès  |                              | James Carson Gardner (R)           | Lawrence H. Fountain (D)          | Alton Asa Lennon (D)         | David N. Henderson (D)                 | Horace R. Kornegay (D)          | Charles R. Jonas (R)             | James T. Broyhill (R)         | Basil Whitener (D)              | Roy A. Taylor (D)            | Walter B. Jones, Sr. (D)    | Nick Galifianakis (D)          |                                   |                               |
| 91e congrès  |                              | Nick Galifianakis (D)              | Lawrence H. Fountain (D)          | Alton Asa Lennon (D)         | David N. Henderson (D)                 | Wilmer D. Mizell (R)            | L. Richardson Preyer (D)         | Earl B. Ruth (R)              | Charles R. Jonas (R)            | Roy A. Taylor (D)            | Walter B. Jones, Sr. (D)    | James T. Broyhill (R)          |                                   |                               |
| 92e congrès  |                              | Nick Galifianakis (D)              | Lawrence H. Fountain (D)          | Alton Asa Lennon (D)         | David N. Henderson (D)                 | Wilmer D. Mizell (R)            | L. Richardson Preyer (D)         | Earl B. Ruth (R)              | Charles R. Jonas (R)            | Roy A. Taylor (D)            | Walter B. Jones, Sr. (D)    | James T. Broyhill (R)          |                                   |                               |
| 93e congrès  |                              | Ike F. Andrews (D)                 | Lawrence H. Fountain (D)          | Charlie Rose (D)             | David N. Henderson (D)                 | Wilmer D. Mizell (R)            | L. Richardson Preyer (D)         | Earl B. Ruth (R)              | James G. Martin (R)             | Roy A. Taylor (D)            | Walter B. Jones, Sr. (D)    | James T. Broyhill (R)          |                                   |                               |
| 94e congrès  |                              | Ike F. Andrews (D)                 | Lawrence H. Fountain (D)          | Charlie Rose (D)             | David N. Henderson (D)                 | Stephen L. Neal (D)             | L. Richardson Preyer (D)         | Bill Hefner (D)               | James G. Martin (R)             | Roy A. Taylor (D)            | Walter B. Jones, Sr. (D)    | James T. Broyhill (R)          |                                   |                               |
| 95e congrès  |                              | Ike F. Andrews (D)                 | Lawrence H. Fountain (D)          | Charlie Rose (D)             | Charles O. Whitley (D)                 | Stephen L. Neal (D)             | L. Richardson Preyer (D)         | Bill Hefner (D)               | James G. Martin (R)             | V. Lamar Gudger (D)          | Walter B. Jones, Sr. (D)    | James T. Broyhill (R)          |                                   |                               |
| 96e congrès  |                              | Ike F. Andrews (D)                 | Lawrence H. Fountain (D)          | Charlie Rose (D)             | Charles O. Whitley (D)                 | Stephen L. Neal (D)             | L. Richardson Preyer (D)         | Bill Hefner (D)               | James G. Martin (R)             | V. Lamar Gudger (D)          | Walter B. Jones, Sr. (D)    | James T. Broyhill (R)          |                                   |                               |
| 97e congrès  |                              | Ike F. Andrews (D)                 | Lawrence H. Fountain (D)          | Charlie Rose (D)             | Charles O. Whitley (D)                 | Stephen L. Neal (D)             | Walter E. Johnston, III (R)      | Bill Hefner (D)               | James G. Martin (R)             | Bill Hendon (R)              | Walter B. Jones, Sr. (D)    | James T. Broyhill (R)          |                                   |                               |
| 98e congrès  |                              | Ike F. Andrews (D)                 | Tim Valentine (D)                 | Charlie Rose (D)             | Charles O. Whitley (D)                 | Stephen L. Neal (D)             | Robin Britt (D)                  | Bill Hefner (D)               | James G. Martin (R)             | James McClure Clarke (D)     | Walter B. Jones, Sr. (D)    | James T. Broyhill (R)          |                                   |                               |
| 99e congrès  |                              | Ike F. Andrews (D)                 | Tim Valentine (D)                 | Charlie Rose (D)             | Charles O. Whitley (D)                 | Stephen L. Neal (D)             | Howard Coble (R)                 | Bill Hefner (D)               | Alex McMillan (R)               | Bill Hendon (R)              | Walter B. Jones, Sr. (D)    | James T. Broyhill (R)          |                                   |                               |
| 100e congrès | 100e congrès                 | H. Martin Lancaster (D)            | Tim Valentine (D)                 | Charlie Rose (D)             | David Price (D)                        | Stephen L. Neal (D)             | Howard Coble (R)                 | Bill Hefner (D)               | Alex McMillan (R)               | Cass Ballenger (R)           | Walter B. Jones, Sr. (D)    | James McClure Clarke (D)       |                                   |                               |
| 101e congrès |                              | H. Martin Lancaster (D)            | Tim Valentine (D)                 | Charlie Rose (D)             | David Price (D)                        | Stephen L. Neal (D)             | Howard Coble (R)                 | Bill Hefner (D)               | Alex McMillan (R)               | Cass Ballenger (R)           | Walter B. Jones, Sr. (D)    | James McClure Clarke (D)       |                                   |                               |
| 102e congrès | 102e congrès                 | H. Martin Lancaster (D)            | Tim Valentine (D)                 | Charlie Rose (D)             | David Price (D)                        | Stephen L. Neal (D)             | Howard Coble (R)                 | Bill Hefner (D)               | Alex McMillan (R)               | Cass Ballenger (R)           | Walter B. Jones, Sr. (D)    | Charles H. Taylor (en) (R)     | 12e                               |                               |
| 103e congrès | 103e congrès                 | H. Martin Lancaster (D)            | Tim Valentine (D)                 | Charlie Rose (D)             | David Price (D)                        | Stephen L. Neal (D)             | Howard Coble (R)                 | Bill Hefner (D)               | Alex McMillan (R)               | Cass Ballenger (R)           | Eva M. Clayton (D)          | Charles H. Taylor (en) (R)     | Melvin L. Watt (D)                |                               |
| 104e congrès | 104e congrès                 | David Funderburk (R)               | Walter Jones Jr. (R)              | Charlie Rose (D)             | Bill Cobey (R)                         | Richard Burr (R)                | Howard Coble (R)                 | Bill Hefner (D)               | Sue Wilkins Myrick (R)          | Cass Ballenger (R)           | Eva M. Clayton (D)          | Charles H. Taylor (en) (R)     | Melvin L. Watt (D)                |                               |
| 105e congrès | 105e congrès                 | Bob Etheridge (D)                  | Walter Jones Jr. (R)              | David Price (D)              | Mike McIntyre (D)                      | Richard Burr (R)                | Howard Coble (R)                 | Bill Hefner (D)               | Sue Wilkins Myrick (R)          | Cass Ballenger (R)           | Eva M. Clayton (D)          | Charles H. Taylor (en) (R)     | Melvin L. Watt (D)                |                               |
| 106e congrès | 106e congrès                 | Bob Etheridge (D)                  | Walter Jones Jr. (R)              | David Price (D)              | Mike McIntyre (D)                      | Richard Burr (R)                | Howard Coble (R)                 | Robin Hayes (R)               | Sue Wilkins Myrick (R)          | Cass Ballenger (R)           | Eva M. Clayton (D)          | Charles H. Taylor (en) (R)     | Melvin L. Watt (D)                |                               |
| 107e congrès | 107e congrès                 | Bob Etheridge (D)                  | Walter Jones Jr. (R)              | David Price (D)              | Mike McIntyre (D)                      | Richard Burr (R)                | Howard Coble (R)                 | Robin Hayes (R)               | Sue Wilkins Myrick (R)          | Cass Ballenger (R)           | Eva M. Clayton (D)          | Charles H. Taylor (en) (R)     | Melvin L. Watt (D)                | 13e                           |
| 108e congrès |                              | Bob Etheridge (D)                  | Walter Jones Jr. (R)              | David Price (D)              | Mike McIntyre (D)                      | Richard Burr (R)                | Howard Coble (R)                 | Robin Hayes (R)               | Sue Wilkins Myrick (R)          | Cass Ballenger (R)           | Frank Ballance (D)          | Charles H. Taylor (en) (R)     | Melvin L. Watt (D)                | Brad Miller (D)               |
| 108e congrès | G. K. Butterfield (D)        | Bob Etheridge (D)                  | Walter Jones Jr. (R)              | David Price (D)              | Mike McIntyre (D)                      | Richard Burr (R)                | Howard Coble (R)                 | Robin Hayes (R)               | Sue Wilkins Myrick (R)          | Cass Ballenger (R)           |                             | Charles H. Taylor (en) (R)     | Melvin L. Watt (D)                | Brad Miller (D)               |
| 109e congrès | 109e congrès                 | Bob Etheridge (D)                  | Walter Jones Jr. (R)              | David Price (D)              | Mike McIntyre (D)                      | Virginia Foxx (R)               | Howard Coble (R)                 | Robin Hayes (R)               | Sue Wilkins Myrick (R)          | Patrick McHenry (R)          |                             | Charles H. Taylor (en) (R)     | Melvin L. Watt (D)                | Brad Miller (D)               |
| 110e congrès | 110e congrès                 | Bob Etheridge (D)                  | Walter Jones Jr. (R)              | David Price (D)              | Mike McIntyre (D)                      | Virginia Foxx (R)               | Howard Coble (R)                 | Robin Hayes (R)               | Sue Wilkins Myrick (R)          | Patrick McHenry (R)          | Heath Shuler (D)            |                                | Melvin L. Watt (D)                | Brad Miller (D)               |
| 111e congrès | 111e congrès                 | Bob Etheridge (D)                  | Walter Jones Jr. (R)              | David Price (D)              | Mike McIntyre (D)                      | Virginia Foxx (R)               | Howard Coble (R)                 | Larry Kissell (D)             | Sue Wilkins Myrick (R)          | Patrick McHenry (R)          | Heath Shuler (D)            |                                | Melvin L. Watt (D)                | Brad Miller (D)               |
| 112e congrès | 112e congrès                 | Renee Ellmers (R)                  | Walter Jones Jr. (R)              | David Price (D)              | Mike McIntyre (D)                      | Virginia Foxx (R)               | Howard Coble (R)                 | Larry Kissell (D)             | Sue Wilkins Myrick (R)          | Patrick McHenry (R)          | Heath Shuler (D)            |                                | Melvin L. Watt (D)                | Brad Miller (D)               |
| 113e congrès |                              | Renee Ellmers (R)                  | Walter Jones Jr. (R)              | David Price (D)              | Mike McIntyre (D)                      | Virginia Foxx (R)               | Howard Coble (R)                 | Richard Hudson (R)            | Robert Pittenger (R)            | Patrick McHenry (R)          | Mark Meadows (R)            | George Holding (R)             | Melvin L. Watt (D)                |                               |
| 113e congrès | Alma Adams (D)               | Renee Ellmers (R)                  | Walter Jones Jr. (R)              | David Price (D)              | Mike McIntyre (D)                      | Virginia Foxx (R)               | Howard Coble (R)                 | Richard Hudson (R)            | Robert Pittenger (R)            | Patrick McHenry (R)          | Mark Meadows (R)            | George Holding (R)             |                                   |                               |
| 114e congrès | 114e congrès                 | Renee Ellmers (R)                  | Walter Jones Jr. (R)              | David Price (D)              | Mark Walker (R)                        | Virginia Foxx (R)               | David Rouzer (R)                 | Richard Hudson (R)            | Robert Pittenger (R)            | Patrick McHenry (R)          | Mark Meadows (R)            | George Holding (R)             |                                   |                               |
| 115e congrès | 115e congrès                 | George Holding (R)                 | Walter Jones Jr. (R)              | David Price (D)              | Mark Walker (R)                        | Virginia Foxx (R)               | David Rouzer (R)                 | Richard Hudson (R)            | Robert Pittenger (R)            | Patrick McHenry (R)          | Mark Meadows (R)            | Ted Budd (R)                   |                                   |                               |
| 116e congrès | 116e congrès                 | George Holding (R)                 | Greg Murphy (R)                   | David Price (D)              | Mark Walker (R)                        | Virginia Foxx (R)               | David Rouzer (R)                 | Richard Hudson (R)            | Dan Bishop (R)                  | Patrick McHenry (R)          | Mark Meadows (R)            | Ted Budd (R)                   |                                   |                               |
| 117e congrès | 117e congrès                 | Deborah K. Ross (D)                | Greg Murphy (R)                   | David Price (D)              | Kathy Manning (D)                      | Virginia Foxx (R)               | David Rouzer (R)                 | Richard Hudson (R)            | Dan Bishop (R)                  | Patrick McHenry (R)          | Madison Cawthorn (R)        | Ted Budd (R)                   |                                   |                               |